# Titanoeca quadriguttata
Espèce
Synonymes
- Aranea obscura Walckenaer, 1802 nec Olivier, 1789
- Theridion quadriguttatum Hahn, 1833
- Theridion notatum Walckenaer, 1841
- Theridion ardesiacum Dufour, 1855
- Amaurobius kochi Ausserer, 1867

Titanoeca quadriguttata est une espèce d'araignées aranéomorphes de la famille des Titanoecidae.

## Distribution
Cette espèce se rencontre en zone paléarctique.

## Description
Les mâles mesurent de 4,5 à 5 mm et les femelles de 4,5 à 5,5 mm

## Publication originale
- Hahn, 1833 : Die Arachniden. Nürnberg, Erster Band, p. 77-129.